# Neocerambyx pellitus
Neocerambyx pellitus là một loài bọ cánh cứng trong họ Cerambycidae.